# Hathor (Zvezdna vrata SG-1)
Hathor je naslov epizode znanstveno-fantastične serije Zvezdna vrata, v kateri arheologi med raziskovanjem neke piramide najdejo sarkofag, popisan z egipčanskimi hieroglifi. Pri tem nevede iz tisočletnega spanja prebudijo Hathor, pripadnico Goa'uldov, ki je pred mnogimi leti prevzela osebnost mogočne egipčanske boginje. Ko Hathor opravi z znanstveniki, se oblečena v brezdomko odpravi na pot skozi zvezdna vrata. Ko pride na cilj, uporabi svojo čarobno lepoto in opajajoči dim, da bi zapeljala moške, ki bi ji pomagali prevzeti oblast nad svetom.